# Colobogaster splendida
Colobogaster splendida es una especie de escarabajo del género Colobogaster, familia Buprestidae. Fue descrita científicamente por Lucas en 1858.